# Thomas Metz (Denkmalpfleger)

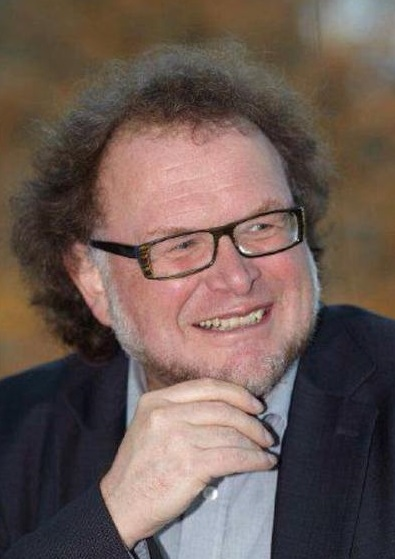
Thomas Metz (2019)

Thomas Metz (* 1955 in Neustadt an der Weinstraße) ist ein deutscher Architekt und Denkmalpfleger. Er war von 1. August 2007 bis Dezember 2020 Generaldirektor Kulturelles Erbe Rheinland-Pfalz (GDKE).

## Leben
Metz studierte Architektur an der Universität Karlsruhe und erhielt 1985 sein Diplom bei Paul Schütz. Es folgte ein Referendariat für die Tätigkeit als höherer technischer Verwaltungsbeamter in Rheinland-Pfalz und die große Staatsprüfung. Ab 1988 war er als Hauptsachgebietsleiter und danach als stellvertretender Amtsleiter im Staatshochbauamt Koblenz Süd beschäftigt. Von 1991 bis 1995 hielt er Vorlesungen über Architektur an der Hochschule Koblenz. Nach der Zusammenlegung der Staatsbauämter Koblenz-Süd und Koblenz-Nord 1995 übernahm er die Stelle als Projektbereichsleiter im Staatsbauamt Koblenz.
Von 1998 bis 2007 war er der Leiter der Burgen, Schlösser, Altertümer Rheinland-Pfalz (BSA), ab 2001 hatte er außerdem die Leitung des Landesmuseums Koblenz in der Festung Ehrenbreitstein inne. Seit 2006 war er kommissarisch auch für die Leitung des Landesamtes für Denkmalpflege Rheinland-Pfalz zuständig. Ab dem 1. August 2007 bis Dezember 2020 stand er der Generaldirektion Kulturelles Erbe Rheinland-Pfalz (GDKE) vor, mit der auch die Landesdenkmalpflege und das zuständige Landesamt, die Landesarchäologie, Burgen, Schlösser und Altertümer (BSA) und die Landesmuseen in Koblenz, Mainz und Trier zusammengeführt wurden. Seinen Aufgabe als Generaldirektor der GDKE, führt seit 2021 die Archäologin Heike Otto fort.
Thomas Metz ist Mitglied der Vertreterversammlung der Architektenkammer Rheinland-Pfalz, Mitglied in der Deutschen Akademie für Städtebau und Landesplanung sowie dem Deutschen Werkbund und außerordentliches Mitglied des Bundes Deutscher Architekten.